# 核选项
在美国参议院，核选项（英語：Nuclear option）是一种议事程序，允许参议院以简单多数推翻日常规则，而不是参议院规则通常需要的三分之二的绝对多数。特别是在60票规则中，该程序被用来结束辩论并结束阻挠议事。
2013年11月，哈里·里德领导的参议院民主党多数通过该程序取消了除最高法院提名外的总统提名60票规则，首次援引了核选项。2017年4月，再次援引了核选项，这一次，由米奇·麦康奈尔领导的参议院共和党多数也取消了最高法院提名的60票规则，从而结束了关于尼尔·戈萨奇提名的辩论。
截至2021年7月，核选项尚未被用于废除立法上的阻挠议事程序。废除阻挠议事程序需要至少51名参议员的投票，或者50名参议员的投票加上副总统（作为参议院主席）的一票。“核选项”一词类似于核武器，是最极端的选择。